# Acontia vaualbum
Acontia vaualbum là một loài bướm đêm trong họ Noctuidae.